# Protaphorura quadriocellata
Protaphorura quadriocellata is een springstaartensoort uit de familie van de Onychiuridae. De wetenschappelijke naam van de soort is voor het eerst geldig gepubliceerd in 1947 door Gisin.